# Коршик
Ко́ршик (рос. Коршик) — село у складі Орічівського району Кіровської області, Росія. Адміністративний центр Коршицького сільського поселення.
Населення становить 1273 особи (2010, 1341 у 2002).
Національний склад станом на 2002 рік — росіяни 93 %.